# Longin Majdecki

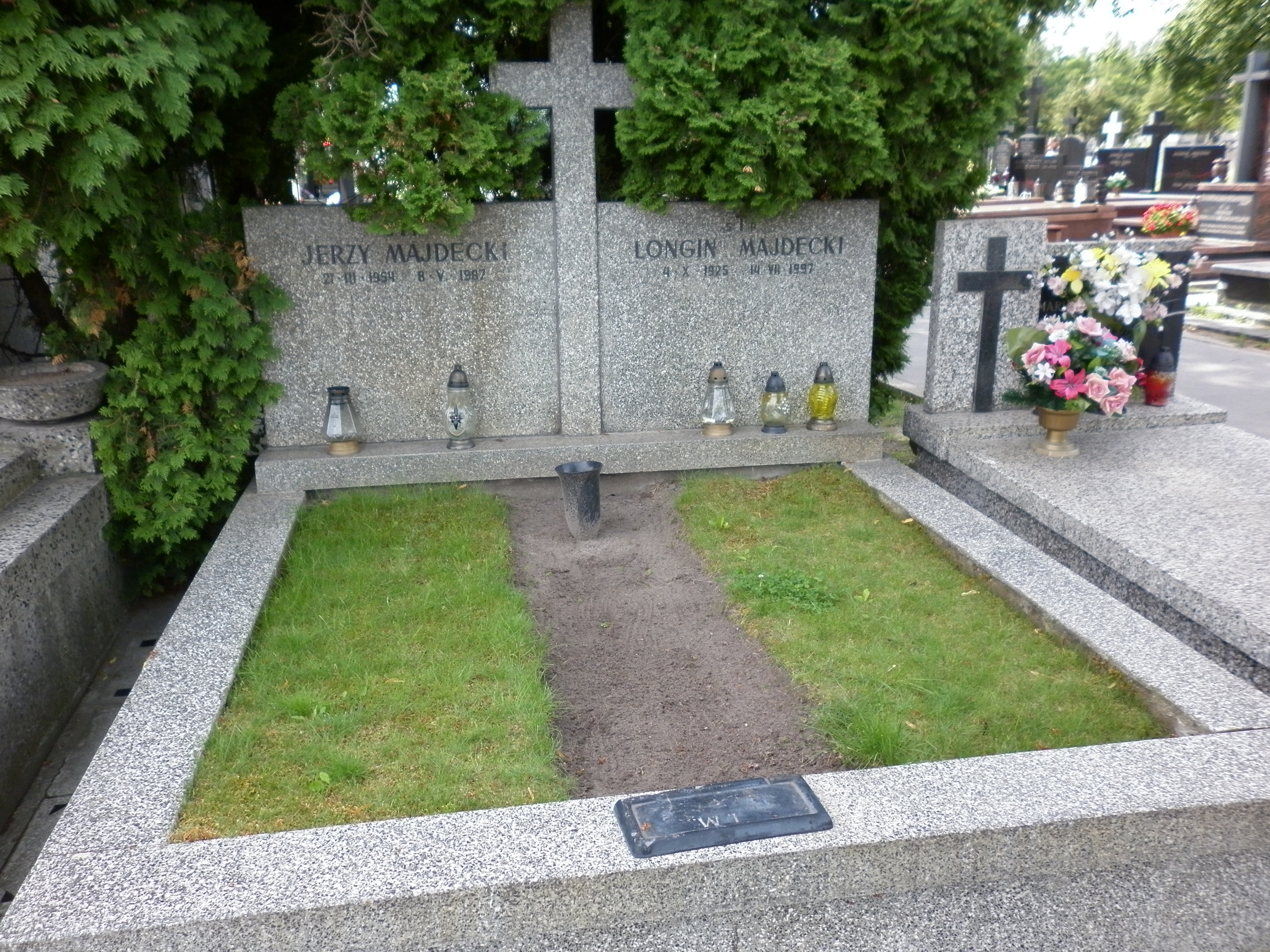
Grób Longina Majdeckiego na cmentarzu przy ul. Renety w Warszawie

Longin Majdecki (ur. 4 października 1925 w Warszawie, zm. 14 lipca 1997 tamże) – polski architekt krajobrazu i historyk sztuki.

## Życiorys
Ukończył Państwową Wyższą Szkołę Ogrodniczą II stopnia na Ursynowie. Uzyskał dyplom na Wydziale Ogrodniczym SGGW oraz na Studium Podyplomowym Planowania Przestrzennego na Wydziale Architektury Politechniki Warszawskiej. W 1959 uzyskał dyplom historyka sztuki na Wydziale Historii Uniwersytetu Warszawskiego. Od 1949 pracował jako architekt-ogrodnik.
Był autorem takich założeń jak Centralny Park Kultury, Ogród Sejmowy (z Witoldem Plapisem), projekt rekonstrukcji i rozbudowy parku Łazienkowskiego, parku Kazimierzowskiego w Warszawie, projekty rewaloryzacji parków Królikarnia, Arkadia, Belwederskiego, Podzamcze, Kaskada, Agrykola i ogrodów przy Zamku Królewskim w Warszawie. Był także autorem projektów rewaloryzacji zabytkowych parków w Oborach, Opinogórze, Luszynie, Słubicach, Trembkach, Sterdyni, Świdnie, Sokołowie, Żeliszewie, Lubostroniu, Osuchowie, Pułtusku, Rozalinie, Guzowie, Sannikach, Warce oraz z Anną Majdecką-Strzeżek w Ostromecku, Cieplicach-Zdroju i Kikole, a także w Radziejowicach i Helenowie.
Majdecki zaprojektował również nowe założenia parkowe takie jak m.in. park Dolinka Służewiecka w Warszawie, ogród przy pałacu Towarzystwa Polonia przy Krakowskim Przedmieściu w Warszawie, zagospodarowanie parku Lindego i Lasku Bielańskiego oraz zieleńce przy ul. Dzielnej i Świętojerskiej.
Na liście jego dzieł znajdują się również cmentarz Komunalny Północny w Warszawie, cmentarze komunalne w Chełmie, Skierniewicach, Tomaszowie Mazowieckim, Piasecznie i w Palmirach.
Od 1955 starszy asystent, a następnie wykładowca na Wydziale Architektury Politechniki Warszawskiej. Od 1961 prowadził wykłady z historii ogrodów na SGGW, z kształtowania krajobrazu na Wydziale Architektury Politechniki Gdańskiej oraz podyplomowym Studium Planowania i Architektury Wsi na Wydziale Architektury Politechniki Warszawskiej. Autor licznych publikacji m.in. „Historii Ogrodów” i „Rejestru Ogrodów Polskich”. Członek NOT i SARP. Odznaczony Medalem 10-lecia Polski Ludowej i Złotą Odznaką Odbudowy Warszawy.
Pochowany na starym cmentarzu na Służewie w warszawskiej dzielnicy Ursynów.

## Upamiętnienie
9 lutego 2023 Rada m.st. Warszawy nadała alei parkowej w parku Sieleckim w Dzielnicy Mokotów (biegnącej od ul. Władysława Hańczy w kierunku północnym) nazwę: aleja Longina Majdeckiego.